# Polystichum polyodon
Polystichum polyodon är en träjonväxtart som beskrevs av Ren-Chang Ching. Polystichum polyodon ingår i släktet Polystichum och familjen Dryopteridaceae. Inga underarter finns listade.